# Harvest Moon (série de 2014)
Harvest Moon é uma série de jogos eletrônicos de RPG e simulação de vida na fazenda publicada pela Natsume Inc. O principal objetivo dos jogos é reconstruir uma antiga fazenda em ruínas e transformá-la em uma fazenda bem-sucedida.
Anteriormente, a Natsume Inc. havia publicado a série Bokujō Monogatari na América do Norte com o título Harvest Moon. Em 2014, a Marvelous, desenvolvedora e publicadora original da série Bokujō Monogatari, decidiu que sua própria divisão americana, a Xseed Games, assumiria a distribuição na América do Norte. No entanto, devido ao fato de a Natsume Inc. possuir os direitos do nome Harvest Moon, os títulos mais recentes da série foram renomeados como Story of Seasons, enquanto a Natsume Inc. começou a produzir sua própria série com o nome Harvest Moon.

## Origens
O nome Harvest Moon foi originalmente usado para a série criada pela Marvelous, conhecida no Japão como Bokujō Monogatari (牧場物語, lit. História de um Rancho). A Natsume Inc. inicialmente distribuiu essa série sob o nome Harvest Moon fora do Japão até 2014. Naquela época, a Natsume Inc. manteve os direitos sobre o nome Harvest Moon quando a Marvelous anunciou que sua subsidiária, a Xseed Games, assumiria a distribuição na América do Norte. Por causa disso, a Xseed começou a localizar a série na América do Norte sob o título Story of Seasons, começando com o lançamento do jogo de mesmo nome.
Em 2007, a Natsume Inc. aproveitou a oportunidade para desenvolver sua própria série de jogos eletrônicos usando o nome Harvest Moon na América do Norte e na Europa e, em 2014, lançou Harvest Moon: The Lost Valley, o primeiro jogo de simulador de fazenda da nova série. A série resultante causou algum grau de confusão entre fãs e fontes de notícias sobre jogos eletrônicos, graças ao fato de não pertencer à mesma série dos jogos eletrônicos que eram intitulados Harvest Moon antes dela.

## Jogos
| Título | Detalhes |
| --- | --- |
| Harvest Moon: The Lost Valley Data de lançamento original: - - AN: 4 de novembro de 2014 - EU / AU 19 de junho de 2015                   | Anos de lançamento por sistema: 2014 – Nintendo 3DS |
| Harvest Moon: The Lost Valley Data de lançamento original: - - AN: 4 de novembro de 2014 - EU / AU 19 de junho de 2015                   | Notas: - Primeiro jogo não derivado lançado sem o envolvimento dos desenvolvedores de Story of Seasons.                                                                            |
| Harvest Moon: Seeds of Memories Data de lançamento original: - WW: 14 de janeiro de 2016                                                 | Anos de lançamento por sistema: 2016 – iOS, Android |
| Harvest Moon: Seeds of Memories Data de lançamento original: - WW: 14 de janeiro de 2016                                                 | Notas: - Inicialmente anunciado também para Wii U e Windows. |
| Harvest Moon: Skytree Village Data de lançamento original: - AN: 8 de novembro de 2016 - EU: 2 de junho de 2017 - AU: 30 de maio de 2017 | Anos de lançamento por sistema: 2016 – Nintendo 3DS |
| Harvest Moon: Skytree Village Data de lançamento original: - AN: 8 de novembro de 2016 - EU: 2 de junho de 2017 - AU: 30 de maio de 2017 | Notas: - Anunciado em junho de 2016, o jogo foi disponibilizado para o público presente na E3 daquele ano.                                                                         |
| Harvest Moon: Light of Hope Data de lançamento original: - WW: 14 de novembro de 2017                                                    | Anos de lançamento por sistema: - 2017 – Microsoft Windows - 2018 – Nintendo Switch, PlayStation 4, Android, iOS - 2020 – Xbox One                                                 |
| Harvest Moon: Light of Hope Data de lançamento original: - WW: 14 de novembro de 2017                                                    | Notas: - Anunciado em maio de 2017 para PC, Nintendo Switch e PlayStation 4, as versões do jogo para PC e Switch foram disponibilizadas para o público presente na E3 daquele ano. |
| Harvest Moon: Mad Dash Data de lançamento original: - WW: 29 de outubro de 2019                                                          | Anos de lançamento por sistema: - 2019 – Nintendo Switch, PlayStation 4, Microsoft Windows - 2020 – Xbox One                                                                       |
| Harvest Moon: Mad Dash Data de lançamento original: - WW: 29 de outubro de 2019                                                          | Notas: - Jogo derivado de quebra-cabeça baseado na série. |
| Harvest Moon: One World Data de lançamento original: - AN: 2 de março de 2021 - EU: 5 de março de 2021                                   | Anos de lançamento por sistema: 2021 – Nintendo Switch, PlayStation 4, Microsoft Windows, Xbox One                                                                                 |
| Harvest Moon: One World Data de lançamento original: - AN: 2 de março de 2021 - EU: 5 de março de 2021                                   | Notas: - Com um lançamento originalmente planejado para 2020, o jogo foi adiado devido à pandemia de COVID-19.                                                                     |
| Harvest Moon: The Winds of Anthos Data de lançamento original: - AN: 26 de setembro de 2023 - EU: 6 de outubro de 2023                   | Anos de lançamento por sistema: 2023 – Nintendo Switch, PlayStation 4, PlayStation 5, Xbox One, Xbox Series X/S, Microsoft Windows                                                 |
| Harvest Moon: The Winds of Anthos Data de lançamento original: - AN: 26 de setembro de 2023 - EU: 6 de outubro de 2023                   | Notas: - Primeiro jogo da série publicado na Europa pela Numskull. |
| Harvest Moon: Home Sweet Home Data de lançamento original: - WW: 23 de agosto de 2024                                                    | Anos de lançamento por sistema: 2024 – Android, iOS |
| Harvest Moon: Home Sweet Home Data de lançamento original: - WW: 23 de agosto de 2024                                                    | Notas: - Desenvolvimento anunciado em maio de 2024. |

## Recepção
| Jogo                              | Ano  | Metacritic  |
| --------------------------------- | ---- | ----------- |
| Harvest Moon: The Lost Valley     | 2014 | 3DS: 46/100 |
| Harvest Moon: Seeds of Memories   | 2016 | iOS: 68/100 |
| Harvest Moon: Skytree Village     | 2016 | 3DS: 59/100 |
| Harvest Moon: Light of Hope       | 2017 | NS: 62/100  |
| Harvest Moon: One World           | 2021 | NS: 54/100  |
| Harvest Moon: The Winds of Anthos | 2023 | NS: 72/100  |

Todos os jogos da série foram recebidos de forma "geralmente desfavorável" ou "mista ou mediana" pela crítica especializada, de acordo com o agregador de críticas Metacritic. Harvest Moon: The Lost Valley possui a pior média agregada no site, com a Nintendo Life afirmando que o jogo não tinha "o polimento e o charme que o nome Harvest Moon representa."
Apesar de não ter uma nota média agregada no Metacritic, Harvest Moon: Mad Dash também foi recebido de forma negativa. Beatriz Varela, da FNintendo, considerou Mad Dash "aborrecido e entediante", concluindo que o jogo "desilude, quer como um Harvest Moon, quer como um jogo de puzzles" e o dando uma nota de 2 de 10. A.J. Maciejewski, da Video Chums, ecoou um sentimento parecido, dando ao jogo uma nota de 3.7 de 10 e criticando os "visuais datados e música repetitiva", a falta de modos e a facilidade excessiva do jogo, mas elogiando a duração da campanha e a possibilidade do modo multijogador.
Apesar da recepção mista ou moderada de Harvest Moon: Light of Hope, Hiro Maekawa, presidente da Natsume Inc., anunciou em 2019 que o jogo havia quebrado recordes de vendas e vendido muito além do que a empresa previa em todas as plataformas onde havia sido lançado até então. Ele afirmou que isto havia tornado 2018 "um dos melhores anos" da história recente da empresa e confirmou que muitos outros jogos estavam em desenvolvimento.